# جورج لين
جورج لين (بالإنجليزية: George Lam)‏ (و. 1947 – م) هو مغني، وممثل، وكاتب غنائي، من هونغ كونغ.

## التعليم
تعلم في Dover College ‏.

## وصلات خارجية
- جورج لين على موقع IMDb (الإنجليزية)
- جورج لين على موقع ميوزك برينز (الإنجليزية)
- جورج لين على موقع أول ميوزيك (الإنجليزية)
- جورج لين على موقع ديسكوغز (الإنجليزية)
- جورج لين على موقع قاعدة بيانات الفيلم (الإنجليزية)